# 森尻伊祐
森尻 伊祐（もりじり いすけ、1885年（明治18年）12月21日 - 没年不明）は、大日本帝国陸軍軍人。最終階級は陸軍少将。

## 経歴
1885年（明治18年）に富山県で生まれた。陸軍士官学校第18期、陸軍大学校第31期卒業。1930年（昭和5年）8月1日に陸軍歩兵大佐進級と同時に沖縄連隊区司令官に着任し、1932年（昭和7年）4月に歩兵第4連隊長（第2師団・歩兵第3旅団）に転じた。
1933年（昭和8年）8月に第16師団司令部附となり、大谷大学に配属された。1935年（昭和10年）3月15日に陸軍少将に進級して待命となり、3月30日に予備役に編入された。
1947年（昭和22年）11月28日、公職追放仮指定を受けた。